# Burza cytokin
Burza cytokin, hipercytokinemia, kaskady cytokin lub zespół wyrzutu cytokin (ang. cytokine storm, cytokine cascade, cytokine release syndrome) – potencjalnie śmiertelna, patologiczna reakcja immunologiczna związana z dodatnim sprzężeniem zwrotnym między cytokinami a komórkami odpornościowymi zawartymi we krwi prowadząca do niebezpiecznego podwyższenia poziomu innych cytokin, które z kolei  pobudzają pozostałą część układu odpornościowego do większego działania.

## Objawy
Główne objawy burzy cytokin to: wysoka gorączka, obrzęk i zaczerwienienie, skrajne zmęczenie i nudności. W niektórych przypadkach reakcja immunologiczna może prowadzić do zgonu.

## Etiopatogeneza
Gdy układ odpornościowy zwalcza patogeny, cytokiny sygnalizują i pobudzają komórki układu odpornościowego, takie jak limfocyty typu T i makrofagi do podróży do miejsca infekcji. Dodatkowo cytokiny znajdujące się w miejscu infekcji aktywują w komórkach mechanizm, pobudzający je do wytworzenia większej liczby cytokin. Normalnie organizm zachowuje tę pętlę sprzężenia zwrotnego w ryzach. Jednakże w niektórych przypadkach reakcja przebiega w niekontrolowany sposób poprzez aktywowanie innych komórek układu odpornościowego w jednym miejscu. Dokładna przyczyna nie jest w pełni zrozumiała, ale może być spowodowana przez przesadną reakcję, gdy układ odpornościowy napotyka nowego i wysoce patogennego najeźdźcę. Burze cytokin mogą prowadzić do znacznego uszkodzenia tkanek i narządów. Przykładowo w trakcie burzy cytokin w płucach mogą się gromadzić płyny wraz z komórkami układu odpornościowego takimi jak makrofagi. Taka sytuacja może doprowadzić do zablokowania dróg oddechowych, a w konsekwencji do śmierci.
Burza cytokin jest ogólnoustrojową odpowiedzią zdrowego układu odpornościowego prowadzącą do szybkiego uwalniania ponad 150 znanych mediatorów reakcji zapalnej (cytokiny, wolne rodniki tlenowe, czynniki krzepnięcia). Cytokiny prozapalne (takie jak czynnik martwicy nowotworów alfa, interleukiny-1 i IL-6) i cytokiny przeciwzapalne (takie jak interleukina 10 i antagonisty receptora interleukiny 1) wykrywane są w podwyższonym poziomie w surowicy krwi u pacjentów z burzą cytokin.
Burza cytokin może wystąpić w przebiegu wielu chorobach zakaźnych i niezakaźnych. Na przykład:
- choroba przeszczep przeciw gospodarzowi (GVHD)
- zespół ostrej niewydolności oddechowej (ARDS)
- sepsa (posocznica)
- zespół hemofagocytowy
- zespół aktywacji makrofagów
- gorączka krwotoczna Ebola
- ptasia grypa
- ospę prawdziwą
- zespół ogólnoustrojowej reakcji zapalnej (SIRS)[6]
- wyjątkowo po podaniu poniektórych leków (Lek eksperymentalny TGN1412 spowodował bardzo poważne objawy[7] prawdopodobnie ze względu na burzę cytokin[8] po podaniu go sześciu uczestnikom w I fazie prób klinicznych.)

Pierwsza wzmianka o wystąpieniu burzy cytokin została opublikowana w literaturze medycznej prawdopodobnie przez Ferrara et al. w 1993 roku.

## Burza cytokin jako przyczyna zgonów w pandemiach
Uważa się, że burze cytokin były odpowiedzialne za dużą liczbę zgonów wśród chorych podczas pandemii grypy 1918, w której zmarło 50 do 100 milionów ludzi. Wstępne wyniki badań z Hongkongu wskazały to samo zjawisko jako prawdopodobną przyczynę wielu zgonów podczas epidemii SARS w 2003 roku. U ludzi śmiertelny przebieg choroby powodowanej przez wirusa ptasiej grypy H5N1 zazwyczaj również wiąże się z burzą cytokin.
Wysoka śmiertelność wśród chorych w epidemii grypy świń 2009 doprowadziło do spekulacji, iż burze cytokin mogą być odpowiedzialne za część tych zgonów, ponieważ świńska grypa pochodzi z tego samego szczepu grypy, który wywołał pandemię w 1918 roku. Jednakże, Centers for Disease Control and Prevention (CDC) wykazało, że objawy chorobowe wywołane przez ten szczep są zbliżone do zwykłej sezonowej grypy, stwierdzając że "do tej pory nie ma wystarczających informacji  na temat powikłań klinicznych tego wariantu świńska-"origin" grypy A (H1N1) zakażenie wirusem", burze cytokin powiązano z hantawirusowym zespołem płucnym.

## Leczenie
W leczeniu skutków, ograniczaniu i zapobieganiu burzom cytokin wykorzystywane są:
- OX40-Ig
- inhibitory ACE i blokery receptora angiotensyny II
- kortykosteroidy
- gemfibrozyl
- zmiatacze wolnych rodników